# Shigeto Shimizu
Shigeto Shimizu (清水茂人?, Shimizu Shigeto; 4 gennaio 1953) è un ex cestista giapponese.

## Carriera
Con il Giappone ha partecipato ai Giochi olimpici di Montréal 1976, segnando 12 punti in 6 partite.